# 下韦尔特 (荷兰林堡省)
下韦尔特（荷蘭語：Nederweert）是荷蘭的一個市鎮和城市，位於荷蘭東南部。下韦尔特在行政區劃上屬於林堡省，2017年人口17,001人，面積101.78 km2（39.30 sq mi），其中1.80 km2（0.69 sq mi）是水域。

## 外部連結
- 维基共享资源上的相關多媒體資源：下韦尔特
- Official website（页面存档备份，存于）